# Aleksandr Levin
Aleksandr (Alexander) Mitrofanòvitx Levin (15 de maig de 1871 – 1 de maig de 1929) fou un jugador d'escacs rus.

## Resultats destacats en competició
Va empatar al 1r lloc amb Mikhaïl Txigorin a St. Petersburg 1900 i va repetir resultat el 1902. El mateix any 1902 empatà als llocs 11è-12è a Hannover (13è DSB Congress, el campió fou Dawid Janowski).

## Rànquing mundial
El seu millor rànquing Elo s'ha estimat en 2560 punts, l'abril de 1904, moment en què tenia 32 anys, cosa que el situaria en 20è lloc mundial en aquella data. Segons chessmetrics, va ser el 19è millor jugador mundial en 2 diferents mesos, entre el febrer i març del 1904.